# Lista över svenska militära förkortningar
Lista över svenska militära förkortningar

## A
- A: Attack
- A: Automat (vapenterm för helautomatiska och halvautomatiska vapen, automatkanon, automatkarbin, automatgevär, etc)
- A: Arméavdelning (exempelvis Fst/A)
- A: Prefix för flygplansbeteckning (attack)
- A 1: Svea artilleriregemente
- A 2: Göta artilleriregemente
- A 3: Wendes artilleriregemente
- A 4: Norrlands artilleriregemente
- A 5: Upplands artilleriregemente
- A 5: Norrbottens artillerikår
- A 6: Smålands artilleriregemente
- A 7: Gotlands artilleriregemente
- A 8: Boden-Karlsborgs artilleriregemente
- A 8: Bodens artilleriregemente
- A 9: Positionsartilleriregementet
- A 9: Bergslagens artilleriregemente
- A 10: Karlsborgs artilleriregemente
- A 10: Östgöta luftvärnsartilleriregemente
- A 11: Stockholms luftvärnsartilleriregemente
- A-mob: Allmän mobilisering
- A-plats: Avlämningsplats
- ab: Abonnent
- adj: adjutant (befattningen)
- Adj: Adjutantavdelning (exempelvis Fst/Adj)
- adr: Adress
- AF: Arméförvaltningen
- AF art: Arméförvaltningens artilleridepartement
- AF fort: Arméförvaltningens fortifikationsdepartement
- AF int:  Arméförvaltningens intendenturdepartementet
- AF 1: Norrbottens arméflygbataljon
- AF 2: Östgöta arméflygbataljon
- Afpl: Attackflygplan
- ag: Automatgevär
- AIC: Arméns gymnastik- och idrottsskola
- Ainsp: Arméinspektören
- AIOS: Artilleri- och ingenjörofficersskolan
- AJ: Prefix för flygplansbeteckning (attack, jakt)
- AJS: Prefix för flygplansbeteckning (attack, jakt, spaning)
- AJSH: Prefix för flygplansbeteckning (attack, jakt, spaning, havsövervakning)
- AJSF: Prefix för flygplansbeteckning (attack, jakt, spaning, fotoövervakning)
- ak: Automatkarbin
- akan: Automatkanon (efter 1937)
- Allm: Allmänna avdelningen (exempelvis Fst/Allm)
- am: Ammunition
- AMC: Arméns materielunderhållscentrum
- amf: Amfibie
- Amf 1: Stockholms amfibieregemente
- Amf 4: Älvsborgs amfibieregemente
- Amfbat: Amfibiebataljon
- AMKAT: Ammunitionskatalog
- AMN: Arméns musikkår Norrland
- Aplats: Avlämningsplats
- arak: Attackraket
- arb: Attackrobot
- ArméC: Armécentrum
- armförd: Arméfördelning
- art: Artilleri
- ArtKAS: Artilleriets kadett- och aspirantskola
- ArtKS: Artilleriets kadettskola
- ArtOAS: Artilleriets officersaspirantskola
- ArtOHS: Artilleriets officershögskola
- ArtOS: Artilleriofficersskolan
- ArtSS: Artilleriskjutskolan
- ArtSS: Artilleriets stridsskola
- Ast: Arméstaben
- ATC: Arméns tekniska centrum
- ATAC: Arméns taktiska centrum
- ATK: Arméns taktiska kommando
- ATS: Arméns taktiska stab
- ATS: Arméns tekniska skola
- AUS: Arméns underofficerskola
- autk: Automatkanon (innan 1937)
- autom: Automatisk (innan 1914)
- autom klsp: Automatisk kulspruta (innan 1914)
- avd: Avdelning

## B
- B: Brigad
- B: Prefix för flygplansbeteckning (bomb)
- b-: Band-
- bat: Bataljon
- batt: Batteri
- Bakom: Bakre klargöringsområde (på en krigsbas)
- BBS: Flygvapnets basbefälsskola
- bek: Bekämpning
- bev: Bevakning
- Bfpl: bombflygplan
- bf(u)b: befäls(utbildnings)-förbund
- bitr: Biträde/Biträdande
- bkan: Bandkanon
- BMS: Bastjänst- och markstridsskola
- BoLu: Luleå marina bevakningsområde
- BoMö: Malmö marina bevakningsområde
- bpl: Batteriplats
- brig: Brigad
- bv: Bandvagn
- BÖS: Berga örlogsskolor

## C
- C: Chef (för)
- c: Cykel
- CA: Chefen för armén
- CBRN: Kemisk, Biologisk, Radiologisk och Nukleär
- CFB: Centralförbundet för befälsutbildning
- CFF: Centralförbundet folk och försvar
- CFV: Chefen för flygvapnet
- cfo: civilförsvarsområde
- CGK: Chefen för Gotlands kustartilleriförsvar
- CM: Chefen för marinen
- CMKG: Chefen för Gotlands militärkommando
- CVA: Centrala Flygverkstaden Arboga
- CVB: Centrala värnpliktsbyrån
- CVM: Centrala Flygverkstaden Malmslätt
- CVV: Centrala Verkstaden Västerås

## D
- div: Division
- DUC: direkt underställda chefer

## E
- e: Eldledning
- E 1: Första flygeskadern
- E 2: Andra flygeskadern
- E 3: Tredje flygeskadern
- E 4: Fjärde flygeskadern
- ehv: Eldhandvapen
- ers: Ersättning
- esp: Eldspruta
- ESO: enligt senare order

## F
- F: Flygavdelning (t.ex. Fst/F) eller flottans detalj (VII. milo F)
- F 1: Västmanlands flygflottilj
- F 2: Roslagens flygflottilj
- F 3: Östgöta flygflottilj
- F 4: Jämtlands flygflottilj
- F 5: Kungliga Krigsflygskolan
- F 6: Västgöta flygflottilj
- F 7: Skaraborgs flygflottilj
- F 8: Svea flygflottilj
- F 9: Göta flygflottilj
- F 10: Skånska flygflottiljen
- F 11: Södermanlands flygflottilj
- F 12: Kalmar flygflottilj
- F 13: Bråvalla flygflottilj
- F 14: Hallands flygflottilj
- F 15: Hälsinge flygflottilj
- F 16: Upplands flygflottilj
- F 17: Blekinge flygflottilj
- F 18: Södertörns flygflottilj
- F 19: Svenska frivilligkåren i Finland
- F 20: Flygvapnets Uppsalaskolor
- F 21: Norrbottens flygflottilj
- F 22: F 22 Kongo eller 22 U.N. Fighter Squadron
- F 23: Svenska flygplatsenheten i Kongo
- F 30: Flygtransportflottiljen
- FAK: Frivilliga automobilkårernas riksförbund
- FAP: Fordonsavlämningsplats
- FBJS: Flygbasjägarskolan
- FBrevS: Försvarets brevskola
- FBS: Flygvapnets bomb- och skjutskola
- FBTS: Flygvapnets bastjänstskola
- FC: Försökscentralen FartygsChefen
- FCIF: Försvarsväsendets civilmilitära ingenjörsförbund
- FCS: Flygvapnets centrala skolor
- FCS: Försvarsverkens civila personals förbund
- ff: Flygförare (pilot)
- FFA: Flygtekniska försöksanstalten
- FFL: Flygtrafiktjänstskolan
- FFS: Flygvapnets flygmaterielskola
- FFLS: Förberedande flygledarskolan
- FFLS: Flygvapnets flygtrafiktjänstskola
- FFU: Försvarets fredsorganisationsutredning
- FFVS: Flygförvaltningens Flygverkstad Stockholm
- FJS: Fallskärmsjägarskolan
- flk: Fältläkarkåren
- FlS: Flottans stab
- f k: Försvarskommitté
- Fk: Fänrik
- FKE: Försvarets kommandoexpedition
- FKN: Norra flygkommandot
- FKM: Mellersta flygkommandot
- FKS: Södra flygkommandot
- FKSC: Försvarets krigsspelscentrum
- FKHS: Flygkrigshögskolan
- FKP: Fårösunds kustposition
- Fl Vap: Flottans vapenslagsinspektion
- Fl Prod: Flottans produktionsavdelning
- Flyg: Flygavdelning
- Flybo: Flygbasområde
- Flybo N: Norra flygbasområdet
- Flybo O: Östra flygbasområdet
- Flybo S: Södra flygbasområdet
- Flybo V: Västra flygbasområdet
- Flybo ÖN: Övre Norrlands flygbasområde
- FlygvapenC: Flygvapencentrum
- FM: Försvarsmakten
- FM SF: Försvarsmaktens specialförband
- FMB: Fårösunds marinbrigad
- FMC: Flygmedicincentrum
- FMCK: Frivilliga Motorcykelkåren
- FMF: Försvarsmaktens flygverkstäder
- FMIF: Försvarsmaktens idrotts- och friskvårdsenhet
- FMIÖS: Försvarsmaktens idrotts- och överlevnadscentrum
- FMLIC: Försvarsmaktens ledarskaps- och idrottscentrum
- FMS: Flygvapnets markstridsskola
- FMHS: Försvarsmaktens Halmstadsskolor
- FMTS: Flygvapnets markteletekniska skola
- FMTS: Försvarsmaktens Tekniska Skola
- FMLOG: Försvarsmaktens logistik
- FMUhC: Försvarsmaktens underhållscentrum
- FMUndSäkC: Försvarsmaktens underrättelse- och säkerhetscentrum
- FMV: Försvarets materielverk
- Fo: Försvarsområde
- FOHS: Flygvapnets officershögskola
- FOA: Försvarets forskningsanstalt
- Fobef: Försvarsområdesbefälhavare
- FOI: Totalförsvarets forskningsinstitut
- FotoS: Arméns fotoskola
- fpl: Flygplan
- FRA: Försvarets radioanstalt
- Framom: Främre klargöringsområde (på en krigsbas)
- FRAS: Flygvapnets radarskola
- frr: Framryckning
- FS: Flygstaben
- FSC: Försvarsmaktens sjukvårdscentrum
- fsk: Fallskärm
- fskj: Fallskärmsjägare
- FSS: Flygvapnets signalskola
- FSS: Flygvapnets sambands- och stabstjänstskola
- FTC: Flygvapnets taktiska centrum
- FTK: Fälttygkåren
- FTK: Flygtaktiska kommandot
- FTLS: Flygtrafikledningsskolan
- FTS: Flygvapnets tekniska skola
- FTS: Flygvapnets taktiska stab
- FTTS: Flygvapnets teletekniska skola
- FTUS: Flygvapnets trupputbildningsskola
- FUN: Försvarets underrättelsenämnd
- fu: Furir
- FUS: Flygvapnets underofficersskola
- FV: Flygvapnet
- FV UndsS: Flygvapnets underrättelseskola
- FVM: Flygkompaniets tygverkstäder Malmslätt
- fö: Förare
- FöD: Försvarsdepartementet
- FÖFS: Förberedande fältflygarskola
- FöMusC: Försvarsmusikcentrum
- förbpl: Förbandsplats
- förpl: Förplägnad

## G
- g: Gevär
- G: Gräns
- Genint: Generalintendenten
- GerU: Genereringsutrustning
- Gftm: Generalfälttygmästare
- GIS: Gymnastik- och idrottsskolan
- GJ: Gränsjägare
- GK: Gotlands Kustartilleriförsvar
- Go: Generalorder
- GP: Grundförsvarsplan
- gpl: Gemensam stabsplats
- gr: Granat
- grbrgr: Gråbrungrön: färg som används på bälten, fordon och allt annat där övrig färg inte går att beskriva.[källa behövs]
- grg: Granatgevär
- grk: Granatkastare
- grkpbv: Granatkastarpansarbandvagn
- GRO: Grundorganisation
- grp: Grupp/gruppering
- grpch: Gruppchef
- Grspr: Granatspruta
- GS: Grundskydd
- Gst: Generalstaben
- Gstasp: Generalstabsaspirant

## H
- haub: Haubits
- Hkp: Helikopter
- Hkpflj: Helikopterflottiljen
- HKV: Högkvarteret
- HPM: Hemlig promemoria
- HV: Hemvärnet
- Hvo: Hemvärnsområde
- HVSS: Hemvärnets stridsskola

## I
- I 1: Svea livgarde
- I 2: Göta livgarde
- I 2: Värmlands regemente
- I 3: Livregementet till fot
- I 3: Livregementets grenadjärer
- I 4: Första livgrenadjärregementet
- I 4: Livgrenadjärregementet
- I 5: Andra livgrenadjärregementet
- I 5: Jämtlands fältjägarregemente
- I 6: Västgöta regemente
- I 6: Norra skånska infanteriregementet
- I 7: Karlskrona grenadjärregemente
- I 7: Södra skånska infanteriregementet
- I 8: Upplands regemente
- I 9: Skaraborgs regemente
- I 10: Södermanlands regemente
- I 11: Kronobergs regemente
- I 12: Jönköpings regemente
- I 12: Jönköpings-Kalmar regemente
- I 12: Norra Smålands regemente
- I 12: Smålands regemente
- I 13: Dalregementet
- I 14: Hälsinge regemente
- I 15: Älvsborgs regemente
- I 16: Västgöta-Dals regemente
- I 16: Hallands regemente
- I 17: Bohusläns regemente
- I 18: Västmanlands regemente
- I 18: Gotlands infanterikår
- I 18: Gotlands infanteriregemente
- I 19: Norrbottens regemente
- I 19/P 5: Norrbottens regemente med Norrbottens pansarbataljon
- I 20: Kalmar regemente
- I 20: Västerbottens regemente
- I 21: Närkes regemente
- I 21: Kalmar regemente
- I 21: Västernorrlands regemente
- I 22: Värmlands regemente
- I 22: Lapplands jägarregemente
- I 23: Jämtlands fältjägarregemente
- I 24: Norra skånska infanteriregementet
- I 25: Södra skånska infanteriregementet
- I 26: Värmlands fältjägarkår
- I 26: Vaxholms grenadjärregemente
- I 27: Gotlands infanteriregemente
- I 28: Hallands bataljon
- I 28: Västernorrlands regemente
- I 29: Västernorrlands regemente
- I 30: Blekinge bataljon
- IB: Infanteribrigad
- IF B: Bergslagens militärområdes intendenturförvaltning
- IF G: Gotlands militärkommandos intendenturförvaltning
- IF S: Södra militärområdes intendenturförvaltning
- IF V: Västra militärområdets intendenturförvaltning
- IF Ö: Östra militärområdets intendenturförvaltning
- IF NN: Nedre Norrlands militärområdes intendenturförvaltning
- IF ÖN: Övre Norrlands militärområdes intendenturförvaltning
- IGR: Intern gruppradio
- ikv: Infanterikanonvagn
- ind: Indikering
- inf: Infanteri
- Infinsp: Infanteriinspektör
- InfKAS: Infanteriets kadett- och aspirantskola
- InfKS: Infanteriets kadettskola
- InfOHS: Infanteriets officershögskola
- InfSS: Infanteriets skjutskola
- InfSS: Infanteriets stridsskola
- Ink: Inkommande handling
- Ing 1: Svea ingenjörregemente
- Ing 1: Svea ingenjörkår
- Ing 2: Göta ingenjörkår
- Ing 2: Göta ingenjörregemente
- Ing 3: Fälttelegrafkåren
- Ing 3: Bodens ingenjörkår
- Ing 3: Bodens ingenjörregemente
- Ing 3: Norrlands ingenjörkår
- Ing 4: Bodens ingenjörkår
- Ing 5: Norrlands ingenjörkår
- Ingbat/I 19: Norrlands ingenjörbataljon
- IntS: Intendenturförvaltningsskolan
- Io: Inskrivningsområde
- IOS: Infanteriofficersskolan
- It: Interneringsavdelning (t.ex. Fst/It)

## J
- J: Jägare (armén)
- J: Jagare (marinen)
- J: Prefix för flygplansbeteckning (jakt)
- JA: Prefix för flygplansbeteckning (jakt, attack)
- Jal: Jaktledare
- JAS: Prefix för flygplansbeteckning (jakt, attack, spaning)
- Jfpl: Jaktflygplan
- jrak: Jaktraket
- jrb: Jaktrobot
- JS: Arméns jägarskola
- jvg: Järnväg

## K
- K: Kommunikationsavdelning (t.ex. Fst/K)
- Ka: Kustartilleriavdelning (vid VII. milostab)
- KA: Kustartilleriet
- KA 1: Vaxholms kustartilleriregemente
- KA 2: Karlskrona kustartilleriregemente
- KA 3: Gotlands kustartilleriregemente
- KA 4: Älvsborgs kustartilleriregemente
- KA 5:  Härnösands kustartilleriregemente
- KAS: Kustartilleriets stridsskola
- KAS/M: Flygvapnets kadett- och aspirantskola för marklinjen
- Kavinsp: Kavalleriinspektör
- Kbr: Kungligt brev
- KBS: Kompanibefälsskola
- KJ: Kustjägare
- klsp: Kulspruta (innan 1937)
- komp: Kompani
- kompch: Kompanichef
- kspr: Kulspruta (innan 1937)
- KSHS: Kungliga Sjökrigshögskolan
- KSI: Kontoret för särskild inhämtning
- ksp: Kulspruta (efter 1937)
- kpist: Kulsprutepistol
- klng: Kärnladdning
- KUT: Kriminalunderrättelsetjänsten
- kvm: Kvartermästare
- KÖS: Karlskrona örlogsskolor

## L
- l: Lätt
- L: Luftförsvarsavdelning (t.ex. Fst/L)
- lb: Lastbil
- LBB: Luftburen brigad
- LBbat: Luftburen bataljon
- LedC: Ledningscentral
- lf: Lokalförsvar
- LFC: Luftförsvarscentral
- LFD: Lantförsvarsdepartementet
- LFKE: Lantförsvarets kommandoexpedition
- LG: Livgardet
- ll: Luftlandsättning
- lokor: Lokal luftförsvarsorientering
- LSS: Luftstridsskolan
- lst: Landstigning
- ltgb: Lastterrängbil
- lufor: Luftförsvarsorientering
- LuLIS: Luftlägesinformationssystem
- Lv: Luftvärn
- lvakan: luftvärnsautomatkanon
- Lvbat/I 19: Norrlands luftvärnsbataljon
- lvg: Landsväg
- lvkv: Luftvärnskanonvagn
- lvrb: Luftvärnsrobot
- lvrbv: Luftvärnsrobotvagn
- lvrbkv: Luftvärnsrobotkanonvagn
- Lv 1: Karlsborgs luftvärnsregemente
- Lv 2: Östgöta luftvärnsregemente
- Lv 2: Gotlands luftvärnsdivision/Gotlands luftvärnskår
- Lv 3: Roslagens luftvärnskår/Roslagens luftvärnsregemente
- Lv 3: Stockholms luftvärnsregemente
- Lv 4: Skånska luftvärnskåren/Skånska luftvärnsregementet
- Lv 5: Sundsvalls luftvärnsregemente/Sundsvalls luftvärnskår
- Lv 6: Luftvärnsregementet/Göteborgs luftvärnskår/Göta luftvärnsregemente/Göta luftvärnskår
- Lv 7: Norrlands luftvärnskår/Luleå luftvärnskår/Luleå luftvärnsregemente
- LvKS: Luftvärnets kadettskola
- LvKAS: Luftvärnets kadett- och aspirantskola
- LvMekS: Luftvärnets mekanikerskola
- LvOAS: Luftvärnets officersaspirantskola
- LvOHS/TS: Luftvärnets officershögskola och tekniska skola
- LvOS: Luftvärnsofficersskolan
- LvSS: Luftvärnets stridsskola
- LvC: Arméns luftvärnscentrum

## M
- m: Medeltung
- M: Marinavdelning (t.ex. Fst/M) eller mobiliseringsavdelning (t.ex. I 18 M)
- mag: Magasin
- MarinB: Marinbasen
- MarinB O: Ostkustens marinbas
- MarinB S: Sydkustens marinbas
- MarinC: Marinens taktiska centrum
- Markop: Markoperativ avdelning
- markrb: Markrobot
- MB: Militärbefälhavare
- MB: Marinbrigad
- Mbo: Militärbefälsorder (periodisk)
- mc: Motorcykel
- MD: Militärdistrikt/Marindistrikt
- MDG: Gotlands marindistrikt
- MDÖ: Öresunds marindistrikt
- mek: Mekaniserad
- MekB: Mekaniserad brigad
- MekB 7: Södra skånska regementet och Södra skånska brigaden
- MekB 8: Skånska dragonbrigaden
- MekB 9: Skaraborgs regemente och Skaraborgsbrigaden
- MekB 10: Södermanlandsbrigaden
- MekB 18: Gotlands regemente och Gotlandsbrigaden
- MekB 19: Norrbottens regemente och Norrbottensbrigaden
- MekIB: Mekaniserad infanteribrigad
- MekIB 1: Livgardesbrigaden
- MF: Marinförvaltningen
- MFB: Bergslagens militärområdes materielförvaltning
- MFV: Marinens Flygväsende
- MFM: Mellersta militärområdets materielförvaltning
- MFS: Södra militärområdes materielförvaltning
- MFV: Västra militärområdets materielförvaltning
- MFÖ: Östra militärområdets materielförvaltning
- MFNN: Nedre Norrlands militärområdes materielförvaltning
- MFÖN: Övre Norrlands militärområdes materielförvaltning
- MHS H: Militärhögskolan Halmstad
- MHS K: Militärhögskolan Karlberg
- MHS Ö: Militärhögskolan Östersund
- Milo: Militärområde
- Miloo: Militärområdesorder (periodisk)
- Milo B: Bergslagens militärområde
- Milo M: Mellersta militärområdet
- Milo N: Norra militärområdet
- Milo NN: Nedre Norrlands militärområde
- Milo S: Södra militärområdet
- Milo V: Västra militärområdet
- Milo Ö: Östra militärområdet
- Milo ÖN: Övre Norrlands militärområde
- Milostab B: Militärområdesstaben i Bergslagens militärområde
- Milostab M: Militärområdesstaben i Mellersta militärområdet
- Milostab N: Militärområdesstaben i Norra militärområdet
- Milostab NN: Militärområdesstaben i Nedre Norrlands militärområde
- Milostab S: Militärområdesstaben i Södra militärområdet
- Milostab V: Militärområdesstaben i Västra militärområdet
- Milostab Ö: Militärområdesstaben i Östra militärområdet
- Milostab ÖN: Militärområdesstaben i Övre Norrlands militärområdet
- MIntS: Marinens Intendenturskola
- MKG: Gotlands militärkommando
- MKN: Norrlandskustens marinkommando
- MKO: Ostkustens marinkommando
- MKV: Västkustens marinkommando
- MKS: Sydkustens marinkommando
- mot: Motoriserad
- MotorS: Arméns motorskola
- MP: Militärpolis
- MS: Marinstaben
- MSK: Militära servicekontoret
- MSS: Markstridsskolan
- mt: Medeltung
- MTB: Motortorpedbåt
- MTC: Marinens taktiska centrum
- MTE: Flygvapnets markteleenheter
- MtjC: Maskintjänstchef (Chief)
- MTK: Marintaktiska kommandot
- MTS: Marinens taktiska stab
- MUST: Militära underrättelse- och säkerhetstjänsten
- m/ä: Modell äldre

## N
- nh: Nedhålla
- nk: Nedkämpa

## O
- O: Organisationsavdelning (t.ex. Ast/O)
- o: Observation
- off: Officer
- omg: Omgång
- Omlpl: Omlastningsplats
- Op: Operationsavdelning (t.ex. Fst/Op)
- OPIL: Operativa insatsledningen
- OpL: Operationsledning (t.ex. Fst/OpL)
- Oplats: Observationsplats
- Opo: Operationsorder
- ord: Ordonnans
- Org: Organisationsavdelning (t.ex. Fst/Org)
- ori: Orientering

## P
- P: Pansar
- P 1: Göta livgarde/Göta pansarlivgarde
- P 2: Skånska pansarregementet/Skånska dragonregementet/Norra skånska dragonregementet
- P 3: Södermanlands pansarregemente
- P 4: Skaraborgs pansarregemente/Skaraborgs regemente
- P 5: Norrbottens pansarbataljon
- P 6: Norra skånska regementet
- P 7: Södra skånska regementet
- P 10: Södermanlands regemente
- P 18: Gotlands regemente (gamla)/Gotlands regemente (nya)
- pa: Pansar
- PaC: Arméns pansarcentrum
- patgb: Pansarterrängbil
- PB: Pansarbrigad
- pb: Personbil
- PBS: Plutonbefälsskola
- pbv: Pansarbandvagn
- pi: Pionjär
- pilprj: Pilprojektil
- pjpl: Pjäsplats
- Plan: Planeringsavdelning (t.ex. Ast/Plan)
- plut: Pluton
- plutch: Plutonchef
- pprj: Pansarprojektil
- pproj: Pansarprojektil
- PrA: Press- och adjutantavdelning (t.ex. Ast/PrA)
- prsk: Prickskytt
- psg: Prickskyttegevär
- psgr: Pansarspränggranat
- pskott: Pansarskott
- pstg: Postering
- ptgb: Personterrängbil
- ptr: Patrull
- ptr: Patron
- pv: Pansarvärn
- pvbv: Pansarvärnsbandvagn
- pvkv: Pansarvärnskanonvagn
- pvlvv: Pansarvärnsluftvärnsvagn
- pvpj: Pansarvärnspjäs
- pvrb: Pansarvärnsrobot
- pvstrv: Pansarvärnsstridsvagn
- pskott: Pansarskott
- prj: Projektil
- psg: Prickskyttegevär

## R
- Ra: Radio
- RAB: Redovisningsavdelning Bergslagen
- RadarS: Arméns radarskola
- rabv: Radiobandvagn
- rak: Raket
- rastn: Radiostation
- raptgb: Radiopersonterrängbil
- ratgb: Radioterrängbil
- Rb: Robot
- RBS: Robotsystem
- REF: Rikskommission för ekonomisk försvarsberedskap
- reg: Regemente
- Regnr: Registreringsnummer
- Rego: Regementsorder (periodisk)
- Regoff: Regementsofficer
- rek: Rekognosering
- RekryC: Rekryteringscentrum
- REMO: Renovering och modifiering
- REMI: Reorganisation med materielinlämning
- reorg: Reorganisering
- rep: Reparation
- RHL: Rörlig helikopterledningsresurs
- RML: Regelverk för militär luftfart
- RMR: Roslagens marinregemente
- RMS: Arméns radar- och luftvärnsmekanikerskola
- Rr: Radar
- Rrgc: Radargruppcentral
- RiksHvC: Rikshemvärnschefen
- RU: Reglementerad utrustning

## S
- s: Spaning
- S: Prefix för flygplansbeteckning (spaning)
- sab: Sabotage
- samsbokstav: Sammansättningsbokstav
- san: Sanering
- SC: Stabschef
- Sekt: Sektion
- SFA: Stabens flygavdelning
- SFB: Svenska frivilligbataljonen
- SFD: Sjöförsvarsdepartementet
- SFL: Specialförbandsledningen
- SFKE: Sjöförsvarsdepartementets kommandoexpedition
- SFS: Svensk författningssamling
- sgr: Spränggranat
- shgr: Spränghandgranat
- sign: Signalist
- SIS: Signalverkstaden i Sundbyberg
- sjtp: Sjuktransport
- sjv: Sjukvårdare/Sjukvård
- Sjöop: Sjöoperativ avdelning
- sk: Skytte
- Sk: Prefix för flygplansbeteckning (skolflygplan)
- Skfpl: Skolflygplan
- skv: Skvadron
- SkyddC: Totalförsvarets skyddscentrum
- sk ptr: Skarp patron
- sl: Spårljus
- slam: Spårljusammunition
- slprj: Spårljusprojektil
- slövnprj: Spårljuspövningsrojektil
- slpbrsgr: Spårljuspansarbrandspränggranat
- slpsgr: Spårljuspansarspränggranat
- SDTG: Södertörnsgruppen
- SIG: Särskilda inhämtningsgruppen
- SIS: Sektionen för särskild inhämtning
- SMR: Södertörns marinregemente
- SOG: Särskilda operationsgruppen
- SS: Infanteriskjutskolan
- SSE: Särskilda Sambandsenheten
- SSG: Särskilda skyddsgruppen
- SSM: Stridsskola Mitt
- SSN: Stridsskola Nord
- SSS: Sjöstridsskolan (tidigare även Stridsskola Syd)
- STE: Sjötransportsenheten
- stf: Ställföreträdare
- STJ: Allmänna säkerhetstjänsten
- strb: Stridsbåt 90
- strf: Stridsfordon
- stri: Stridsledning
- STRIL: Stridsledning och luftbevakning
- STRIS: Stridsledningsskolan
- STRILS: Flygvapnets stridslednings- och luftbevakningsskola
- StrilS: Stridslednings- och luftbevakningsskolan
- stripbv: Stridsledningspansarbandvagn
- strv: Stridsvagn
- svingr: Sprängvinggranat
- Svirkompaniet: Svenska frivilligkompaniet
- Säk: Säkerhetsdetalj (motsv)
- SÄKK: Säkerhetskontoret
- SÖF: Särskild förbandsövning

## T
- t: Tung
- Ta: Taktikavdelning (t.ex. Ast/Ta)
- tf: tillförordnad
- tff: till förfogande
- tjf: tjänsteförrättande
- tjg: tjänstgörande, tjänstgöring
- TFB: Bergslagens militärområdes tygförvaltning
- TFG: Gotlands militärkommandos tygförvaltning
- TFS: Södra militärområdes tygförvaltning
- TFV: Västra militärområdets tygförvaltning
- TFÖ: Östra militärområdets tygförvaltning
- TFNN: Nedre Norrlands militärområdes tygförvaltning
- TFÖN: Övre Norrlands militärområdes tygförvaltning
- tgb: Terrängbil
- tghj: Terränghjuling
- TLA: Tjänstemeddelande rörande lantförsvaret, serie A
- TLB: Tjänstemeddelande rörande lantförsvaret, serie B
- TLC: Tjänstemeddelande rörande lantförsvaret, serie C
- TLD: Tjänstemeddelande rörande lantförsvaret, serie D
- TD: Torpeddepartementet
- Tnr: Tidsnummer
- to: Tropp
- TOLO: Tanknings- och laddningsomgång
- Torp: Torped
- Tp: Transport
- trak: Traktor
- trp: Trupp
- TrängC: Trängcentrum

## U
- u: Understöd
- Ub: Ubåt
- Ubj: Ubåtsjakt
- UD: Utrikesdepartementet
- UFA: Utgångsläge för anfall
- UFE: Utgångsläge för eldöverfall
- uh: Underhåll
- UhC: Arméns underhållscentrum
- Uhgrp G: Underhållsgrupp Gotland
- Uhreg M: Mellersta underhållsregementet
- Uhreg N: Norra underhållsregementet
- Uhreg S: Södra underhållsregementet
- Uhreg ÖN: Övre Norrlands underhållsregemente
- ukal: Underkalibrig ammunition
- und: Underrättelse
- UndK: Underrättelsekontoret
- UndS: Arméns underrättelseskola
- uom: Uppställningsområde
- Upk: Utgångspunkt på kartan
- upl: Uppehållsplats
- Upm: Utgångspunkt för målangivning
- Upt: Utgångspunkt i terrängen
- US: Arméns underhållsskola
- usapl: Uppsamlingsplats
- USK: Underrättelse- och säkerhetskontoret
- USL: Underrättelse- och säkerhetsledningen
- Utb: Utbildning
- Utg: Utgående handling
- Utr: Utrustning

## V
- VAC: Verkstadsadministrativt centrum
- VB: Vakthavande befäl
- VFB: Bergslagens militärområdes verkstadsförvaltning
- VFM: Mellersta militärområdets verkstadsförvaltning
- VFÖ: Östra militärområdets verkstadsförvaltning
- VFG: Gotlands militärkommandos verkstadsförvaltning
- VFS: Södra militärområdes verkstadsförvaltning
- VFV: Västra militärområdets verkstadsförvaltning
- VFNN: Nedre Norrlands militärområdes verkstadsförvaltning
- VFÖN: Övre Norrlands militärområdes verkstadsförvaltning
- vpl: Värnpliktiga
- VO: Vakthavande officer
- VÄDS: Flygvapnets väderskola

## Z
- Zonr: Zonrör
- Zonar: Zonanslagsrör
- Zr: Zonrör
- Zar: Zonanslagsrör

## Å
- åh: Återhämtning
- Åsa: Återsamling

## Ö
- Ö: Prefix för flygplansbeteckning (övningsflygplan)
- ÖB: Överbefälhavaren
- ÖEB: Öst Ekonomiska Byrån
- Öfpl: Övningsflygplan
- övn: Beteckningskomponent för ammunition (övningsammunition)
- övnam: övningsammunition
- övngr: Övningsgranat
- övnprj: Övningsprojektil
- ÖrnB N: Norrlandskustens örlogsbasavdelning
- ÖrlB O: Ostkustens örlogsbas
- ÖrlB S: Sydkustens örlogsbas
- ÖrlB V: Västkustens örlogsbas
- ÖRK: Överstyrelsen för Röda Korset
- ÖS: Örlogsskolorna
- ÖVN: Muskö örlogsvarv

## 1
- 1. förd: 1. arméfördelningen
- 1. mekdiv: 1. mekaniserade divisionen
- 1. ubflj: 1. ubåtsflottiljen
- 1. yaflj: 1. ytattackflottiljen
- 11. förd: 11. arméfördelningen
- 12. förd: 12. arméfördelningen
- 13. förd: Södra arméfördelningen
- 14. förd: Mellersta arméfördelningen
- 15. förd: Övre norra arméfördelningen
- 16. förd: 16. arméfördelningen

## 2
- 2. förd: 2. arméfördelningen
- 2. förd: Nedre norra arméfördelningen
- 2. ysflj: 2. ytstridsflottiljen
- 2. minkriavd: 2. minkrigsavdelningen

## 3
- 3. förd: Västra arméfördelningen

## 4
- 4. förd: Östra arméfördelningen
- 4. minkrigflj: 4. minkrigsflottiljen
- 4. sjöstridsflj: 4. sjöstridsflottiljen
- 4. yaflj: 4. ytattackflottiljen

## 5
- 5. förd: Övre norra arméfördelningen

## 6
- 6. förd: Övre norra arméfördelningen

## 7
- 7. förd: Mellersta arméfördelningen